# Ч'єу В'єт Вионг
Ч'єу В'єт Вионг (趙越王, Triệu Việt Vương, 524—571), народжений як Ч'єу Кванг Пхок (趙光復, Triệu Quang Phục) — правитель в'єтнамської держави з династії Рання Лі у 6 столітті. Він був співправителем разом із Лі Ч'єн Бао з 548 року до смерті Лі Ч'єн Бао в 555 році, після чого Ч'єу В'єт Вионг став одноосібним правителем до своєї смерті в 571 році. На відміну від інших правителів династії Рання Лі, Ч'єу В'єт Вонг не належав до родини Лі, а натомість отримав високу посаду, будучи командуючим генералом держави Вансуан. Він найбільш відомий тим, що очолював опір державі Лян, яка намагалася захопити Вансуан. Він був піонером тактики ведення партизанської війни.

## Раннє життя
Мало що відомо про раннє життя Ч'єу Вієта Вонга (уроджений Ч'єу Кванг Пхук), крім того факту, що він був сином Ч'єу Тука, старшого воєначальника під командуванням Лі Нам Де. Він народився 26 січня 524 року в Чжуцзяні (нині провінція Хінг'єн).

## Кар'єра
Протягом 530-х років В'єтнам був провінцією китайської держави Лян. Ним керував Сяо Цзи (蕭諮), племінник імператора Лян. Правління Сяо Цзи було відзначене корупцією та жорстокістю. Наприкінці 540 року місцевий суддя Лі Бон зібрав місцевих чиновників і солдатів. Серед них був Ч'єу Ток, який приєднався до них, оскільки надто втомився від некомпетентності Сяо Цзи. Війська Лі Бона розграбували столицю провінції Лонг Б'єн (нині Ханой) навесні 541 року. Сяо Цзи вдалося втекти назад до Лян. У 544 році Лі Бо оголосив про відокремлення В'єтнаму від імперії Лян і проголосив себе імператором Вансуана.
Почувши новини про повстання, імператор У послав армію на південь, щоб спробувати придушити повстання під проводом Лі Бона. Лі Бон скористався тактичним відступом проти сил Лян, які зазнали поразки від армії Лі згідно з історичними китайськими джерелами. У 548 році Лі Бона вбили представники племені лао під час відступу з рівнини річки Хонгха. Зіткнувшись із неминучою поразкою та скороченням військових запасів, Ч'єу Тук зрозумів, що не зможе витримати тривалу кампанію, і тому призначив свого сина Ч'єу Кванг Пхока очолити сили опору після смерті правителя. На той час Ч'єу Куанг Пхук пішов стопами свого батька як відомий лідер опору на рівнині річки Хонг.

## Опір династії Лян
Визнаючи перевагу армії Лян, Ч'єу Кванг Пхук часто відступав на більш сприятливу місцевість, головним чином у болота й ліси. Він розташував свою армію в лісах для тактичної переваги, де він міг застосувати партизанську війну та вести війну на виснаження проти армії Лян. Ч'єу відпочивав вдень і атакував армію Лян вночі, захоплюючи провіант та вбиваючи багатьох китайських солдатів. Після цього він швидко відступав назад до своєї фортеці, перш ніж китайці змогли знову зібрати свою армію для контратаки.
Після вбивства Лі Нам Де в 548 році його старший брат, Лі Ч'єн Бао, став фактичним правителем Вансуана. Лі Ч'єн Бао помер від хвороби в 555 році і не залишив спадкоємців, що спонукало військових обрати Ч'єу Кванг Пхока лідером і фактичним правителем. Він взяв королівське ім'я Ч'єу В'єт Вионг. Однак його обрання не було беззаперечним, оскільки інші видатні члени династії Лі кинули виклик лідерству Ч'єу Кванг Пхока.
Попри те, що китайці були сильними, вони не могли досягти успіху проти стилю ведення війни Ч'єу Куанг Пхока. Цей період нерішучості тривав до 557 року, коли нарешті настав перепочинок для сил Лі. Гоу Цзін підняв повстання у державі Лян, і головний лянський генерал у В'єтнамі Чень Басянь був відкликаний назад до Китаю, щоб допомогти придушити повстання.

## Громадянська війна
Невдовзі після смерті Лі Ч'єн Бао його двоюрідний брат Лі Пхат Ту претендував на імператорський престол і кинув виклик Ч'єу В'єт Вионгу. Спалахнула громадянська війна за престол. Остерігаючись вступу у внутрішню боротьбу, яка б лише розчарувала людей, Ч'єу В'єт Вионг запропонував мирну угоду. За нею усі землі на північ від Лонг-Б'єна перебували під владою Лі Пхат Ту, а земля на південь від Лонг-Б'єна належала Ч'єу В'єт Вионгу.
У 571 році Лі Пхат Ту порушив перемир'я і напав на володіння Ч'єу Кванг Пхока. Оскільки територія Ч'єу Кванг Пхока не була готова до цього нападу, їх було легко перемогти. Його столицю розграбували та спалили, однак йому вдалося втекти. Під час відступу Ч'єу Кванг Пхок покінчив життя самогубством. Решта сил здалися, а його територія включена до володінь Лі Пхат Ту.